# قصبة دار بوعزة
قصبة دار بوعزة قصبة تاريخية في مدينة الدار البيضاء، المغرب. وتعود تسمية منطقة دار بوعزة في مدينة الدار البيضاء إلى هذه القصبة

## أصل التسمية
ترجع تسمية قصبة دار بوعزة إلى كونها كانت المسكن الرئيسي للقائد بوعزة الريكط، الذي شيدها ما بين منتصف وأواخر القرن التاسع عشر.

## موقعها
تقع قصبة دار بوعزة في أقصى غرب مدينة الدار البيضاء، على بعد 600 متر من المحيط الأطلسي. وتشغل موقعاً متميزاً على هضبة، حيث يمَكنها علوها من مراقبة الأراضي المحيطة بها.

## تاريخها
رغم أن القصبة احتفظت باسم «دار بوعزة»، إلا أنها عرفت تعاقب عدد من المالكين، فبعد وفاة بوعزة الريكط، قام ورثته ببيع القصبة للسلطان العلوي مولاي عبد العزيز في أواخر 1890، و كان يستقر فيها في فترات القنص. ثم في بداية القرن العشرين، قام السلطان بإهداء القصبة إلى مصوره الفرنسي غابرييل فير الذي عاش فيها إلى غاية وفاته سنة 1936، لترث القصبة ابنته الوحيدة وعائلتها، إلى أن غادروها في أواخر 1950. وظلت القصبة مهجورة إلى حد الآن.

## شكلها الهندسي

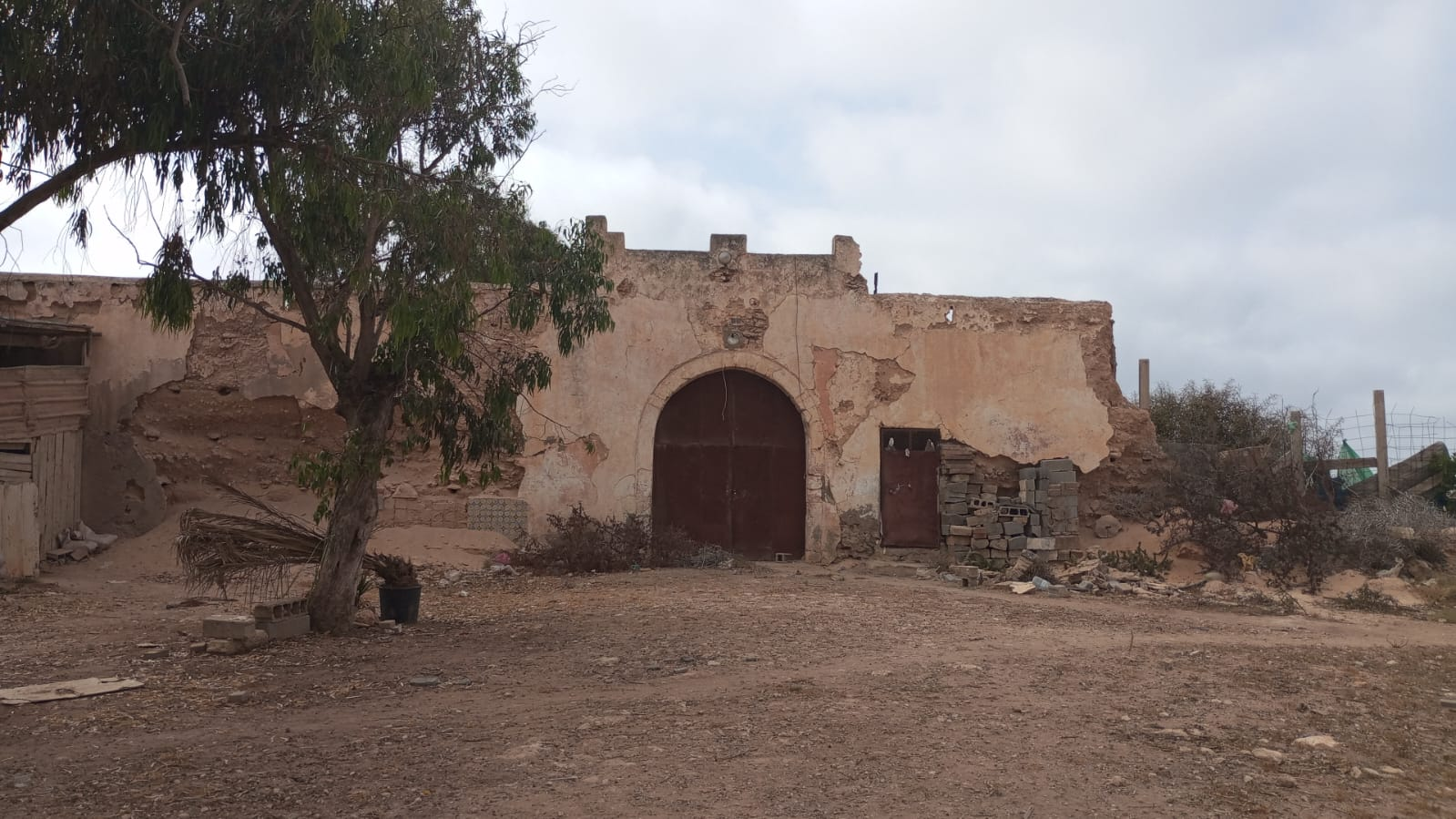
الشكل الخارجي لقصبة دار بوعزة

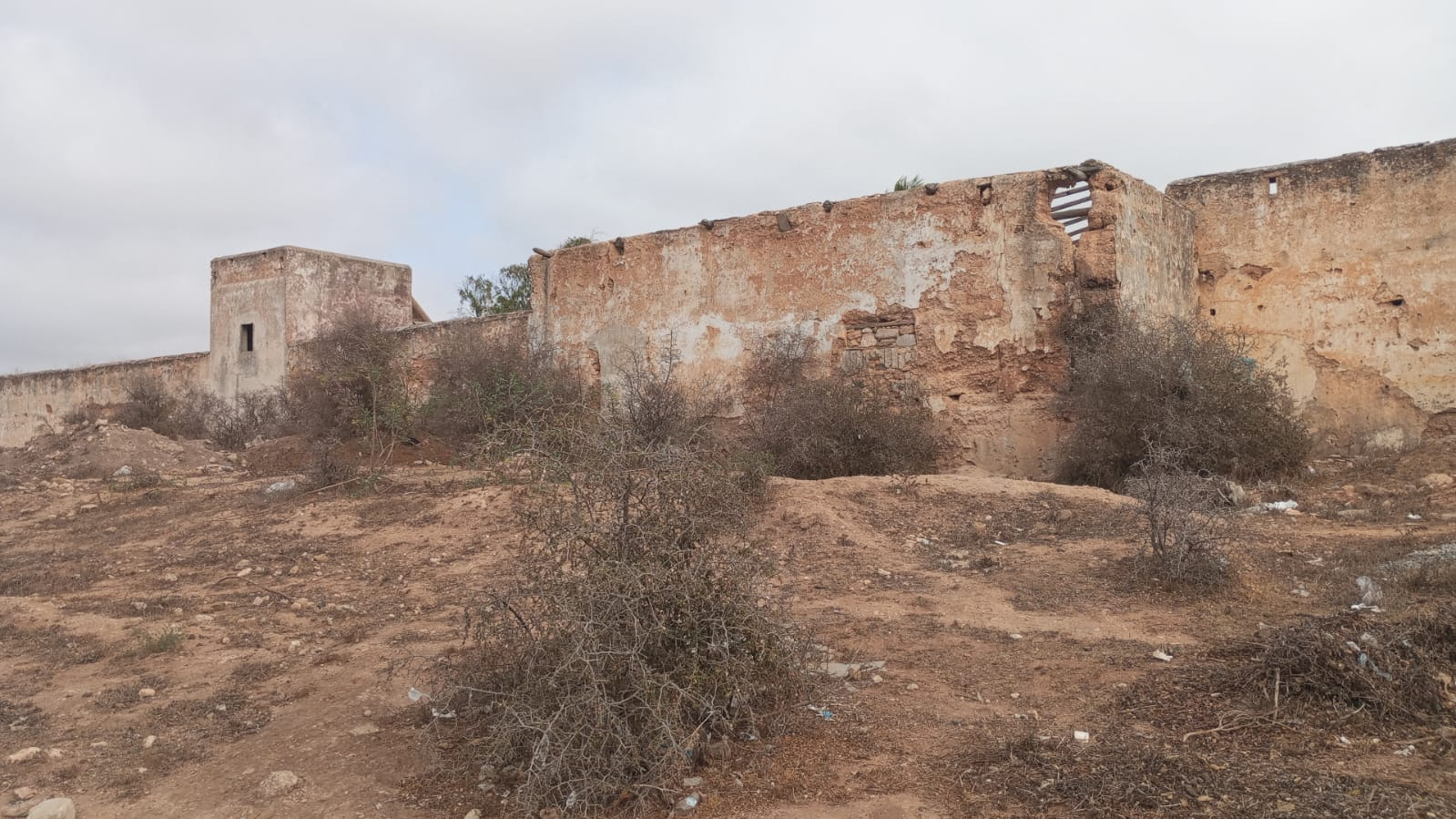
الأسوار الخارجية لقصبة دار بوعزة

لأسوار القصبة شكل مربع ضلعه 77 متراً، مع ثلاثة أبراج مراقبة في الشمال الشرقي، الشمال الغربي، والجنوب الغربي. ويتواجد منزل للسكن مكون من طابقين داخل الأسوار في الشمال الغربي.

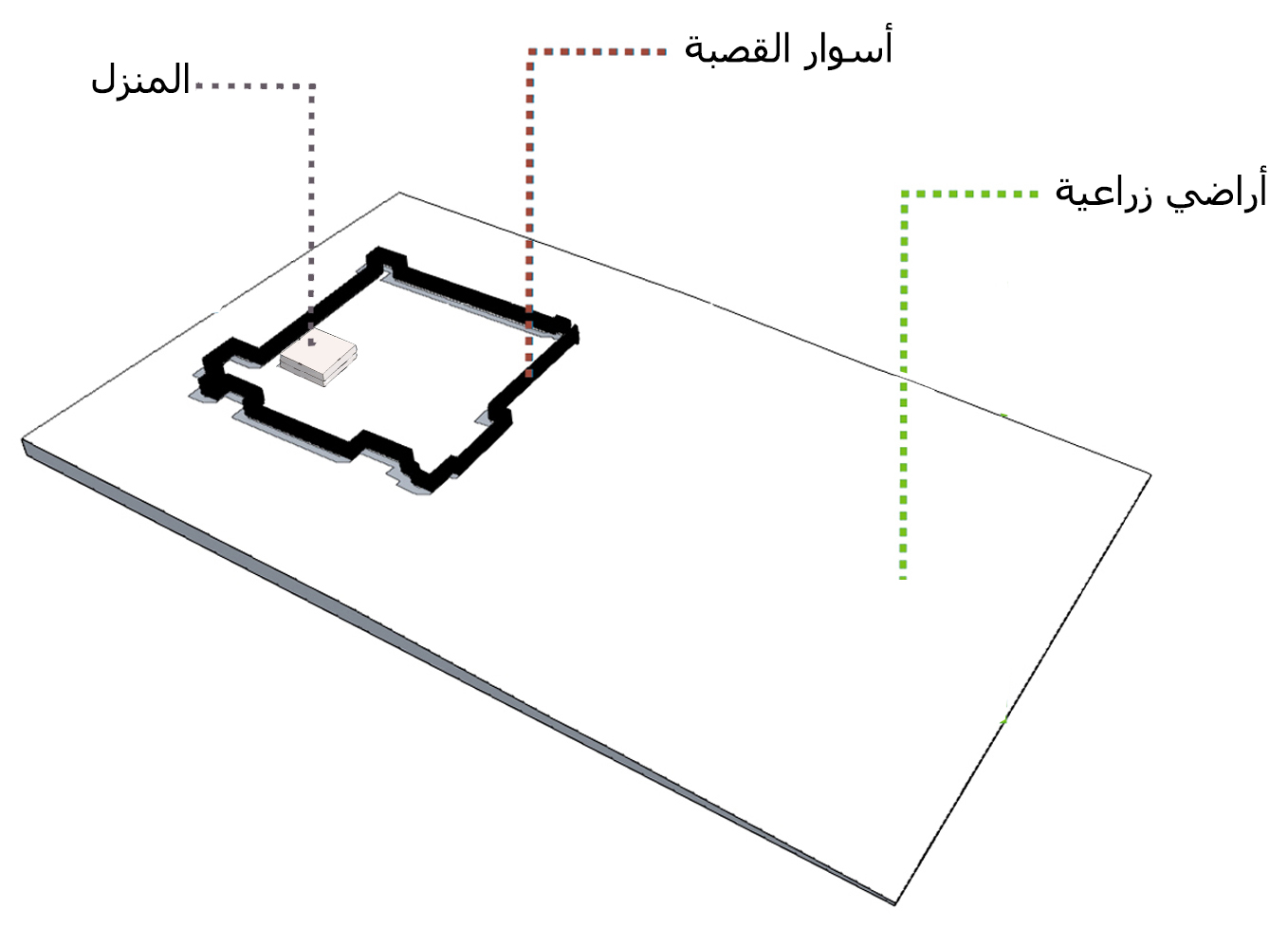
رسم توضيحي لقصبة دار بوعزة